# Dúr-Kurigalzu
Dúr-Kurigalzu (mai neve Akarkúf, angolul: Aqar Quf / Aqarquf, arabul: عَقَرْقُوف) ókori kasszita város Dél-Mezopotámiában, Irak területén, Bagdad kormányzóság és Anbár kormányzóság határán, a Tigris és a Dijála folyók összefolyásánál, Bagdadtól mintegy 30 km-re nyugatra. Jelentős régészeti lelőhely.
A várost I. Kurigalzu (†i.e. 1375), Babilónia kassú (kasszita) királya alapította. A kasszita dinasztia kihalása után (i.e. 1155 körül) lakói elhagyták.
A város jelentőségét jelzi, hogy neve szerepel II. Amenhotep (Amenófisz) egyiptomi fáraó i.e. 1351 körül épült halotti templomának városnév-listáján.
Az egykori város szembetűnő emléke az akarkúfi Zikkurat, amelynek magja – az időjárással dacolva – napjainkig fennmaradt. 52 méteres magasságával és jellegzetes, részben lepusztult formájával ez a romváros messziről látható jelképe. A sivatagban vándorló karavánok és a modern autósok számára egyaránt jelzi az útirányt és Bagdad közelségét. A föld alatt fekvő rommezőt 1942–1945 között tárták fel.  A zikkurat körül feltártak több nagy templomot, melyeket Mezopotámia isteneinek szenteltek, továbbá egy 420 000 m2 alapterületű királyi palotát.
A Bagdadból megközelíthető látványos rommező az iraki háború előtt az ország egyik legismertebb és legtöbbet látogatott műemléke volt. A zikkuratot európai utazók már a 17. századtól kezdve látták és leírták. Impozáns megjelenése miatt sok európai és amerikai turista összetéveszti Bábel tornyával, amelynek (jóval kevésbé látványos) maradványai Babilon romvárosában találhatók, Bagdadtól délre, Hilla város mellett.

## A város neve
A dúr (dūr) szó jelentése akkád nyelvben várat, erődöt jelent, ezt követi az alapító és birtokló uralkodó neve. Dúr-Kurigalzu tehát „Kurigalzu (király) erődjét” jelenti. A kassú (kasszita) dinasztiából származó (I.) Kurigalzu király nevének valószínű jelentése „a kassúk pásztora”.

 
Ez a névadási hagyomány az Óbabiloni Birodalom idejéből származik (pl. Dúr-Ammí-ditána), és még az asszírok idején is előfordult (pl. Dúr-Sarrukín).

## Történelme
Dúr-Kurigalzu városát a kassú (kasszita) dinasztiából való I. Kurigalzu király, Babilon uralkodója alapította az i.e. 14. század elején. Egy kelet-nyugati irányú homokkő dombháton fekszik az Eufrátesz és a Tigris folyók közötti területen. A vele szomszédos Akarkúfi-mélyföldet az ókortól egészen a huszadik századig minden évben rendszeresen elöntötte a folyók áradása, a mélyedés az év egy részében víz alatt maradt. A város az Eufráteszből nyert friss ivóvizet az ókori Patti-Enlil-csatornán keresztül, amelyet az i.sz. 10. században az Abbászida Kalifátus épített ki hajózó csatornává, Ísza-csatorna (Náhr-Ísza) néven. Dur-Kurigalzu városa az alapító Kurigalzu király uralkodása alatt Óbabiloni Birodalom fővárosaként működött. Később is a birodalom egyik jelentős városa maradt. A kassú dinasztia megdöntése után az i.e. 12. század folyamán még állandóan lakott helység volt, de fokozatosan elnéptelenedett. Mai tudásunk szerint a templomegyüttes még az i.e. 7. században, az Újbabiloni Birodalom idején is működött. A középkori muzulmán elözönlés után, főleg az i.sz. 9–14. századokban Akarkúf környékén arab települések és temetkezési helyek keletkeztek. A környék beépülése napjainkban is folytatódik.
1616-ban a helyet meglátogatta Bengt Bengtsson Oxenstierna svéd utazó és diplomata, királyi tanácsos. 
Az első újkori térkép, amelyen Akarkúf (Agar Quf) neve megjelent, Edward Ives 1773-es útleírásában szerepel. 
1811-ben Claudius Rich angol régész, asszirológus készített róla leírást.
1837-ben Francis Rawdon Chesney angol tábornok adott róla jelentést, több expedíció feljegyzései alapján (Akerkuf, Agger Koof, Akar-kuf néven). A 19. század közepén Henry C. Rawlinson angol asszirológus az akarkúfi lelőhelyet Dúr-Kurigalzu ókori várossal azonosította.

## A zikkurat

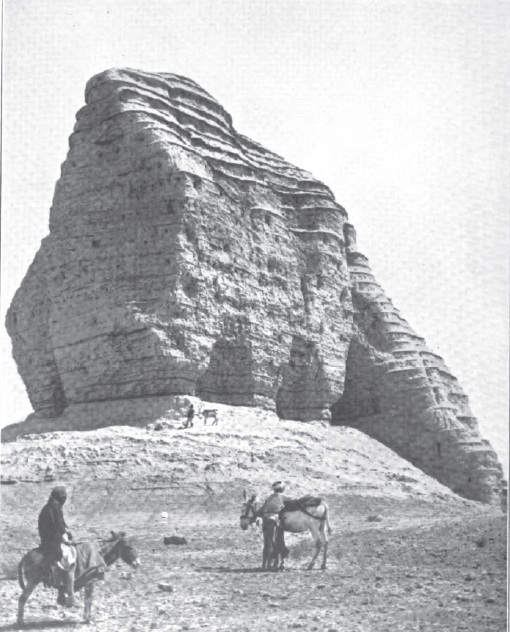
A zikkurat (1915-ös fotó).

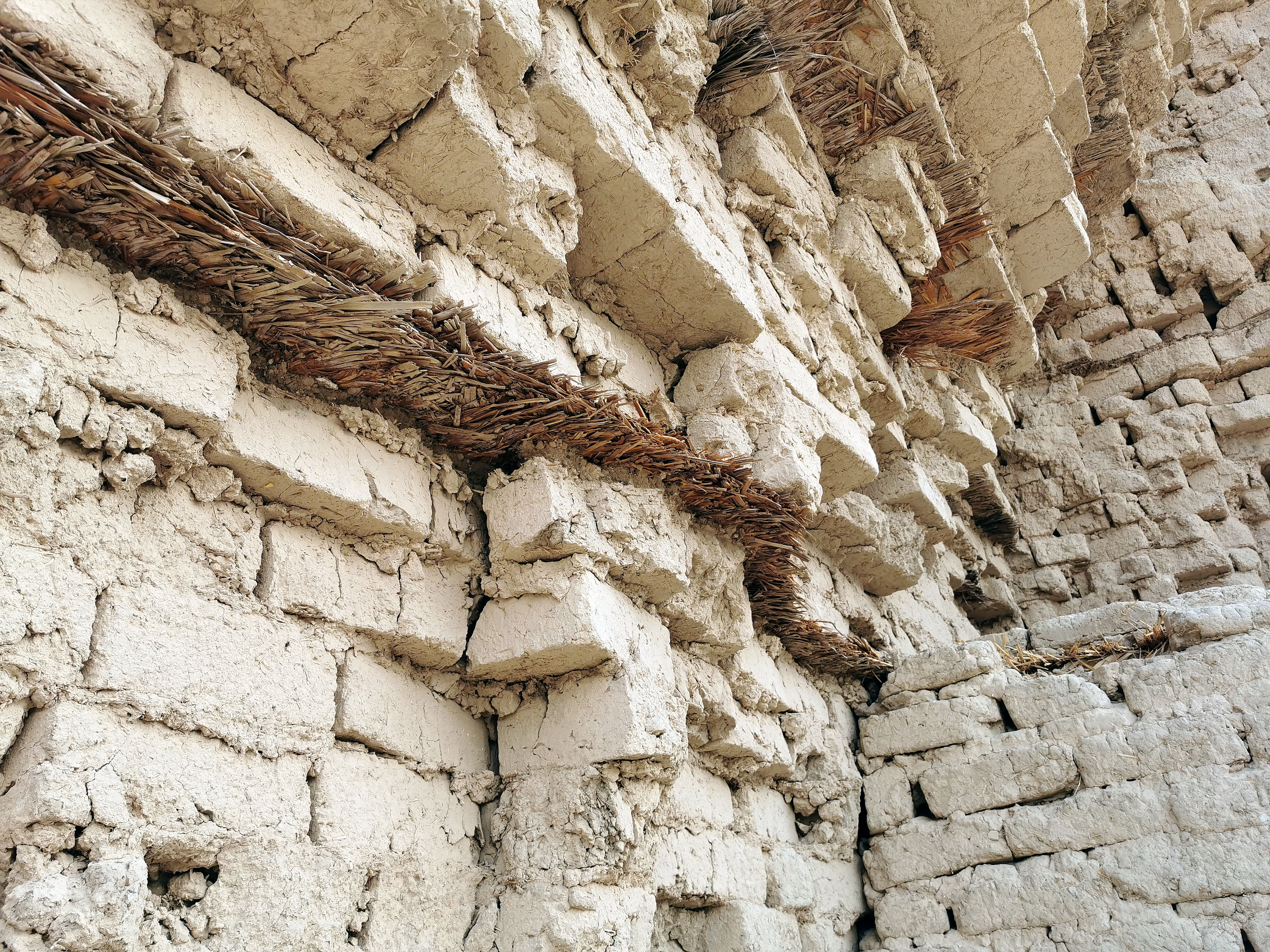
A zikkurat eredeti építőanyagai és rétegei

A dur-kurigalzui (a mai köznyelvben akarkúfi) zikkurat az i.e. 14. század elején épült, I. Kurigalzu király uralkodása alatt. A város nyugati részén emelkedik. Enlilnek, Babilon főistenének dicsőségére szentelték fel, aki a sumérok hite szerint uralta a szelet, a levegőt, a földet és a vihart.
A zikkurat alapterülete 69 x 67 méter. Égetett téglákból épült támfalakból, a rétegek között nádkötegekkel erősített vályog kitöltésből épült. Az égetett téglák között nagy számban találhatók nyomott pecséttel készült téglák, melyeken Kurigalzu neve olvasható, és az, hogy a király e templomot a nagy Enlil istennek szentelte. A zikkurat magja 52 méter magasan emelkedik környezete fölé (más adatok szerint 57 méterre). Eredetileg 70 méter magas lehetett. A hasonló dél-mezopotámiai zikkuratokat (Ur, Uruk, Babilon) a több ezer év időjárása az első emelet magasságáig erodálta. Az akarkúfi zikkurat ezekhez képest figyelemre méltóan jó állapotban maradt fenn.
A zikkurattal szemben állva, az első emeleti körbefutó terasz szintje három fő lépcsősoron át közelíthető meg. Az első szintből áll ki a zikkurat magjának megmaradt fő tömbje, mely napon szárított négyszögletes vályog tömbök vízszintesen lerakott rétegeiből áll. Minden hetedik téglaréteg után egy sűrűn kötegelt, tömör nádnyalábokból összerótt paplan-réteg van beágyazva, mely összefogja az épített struktúrát. Egy másik lépcsősort is feltártak, mely a város felé eső terasz-oldal közepétől indul és a templom-komplexum felé vezet, ezt bitumenbe ágyazott tömör égetett téglákból rakták.

## A romváros

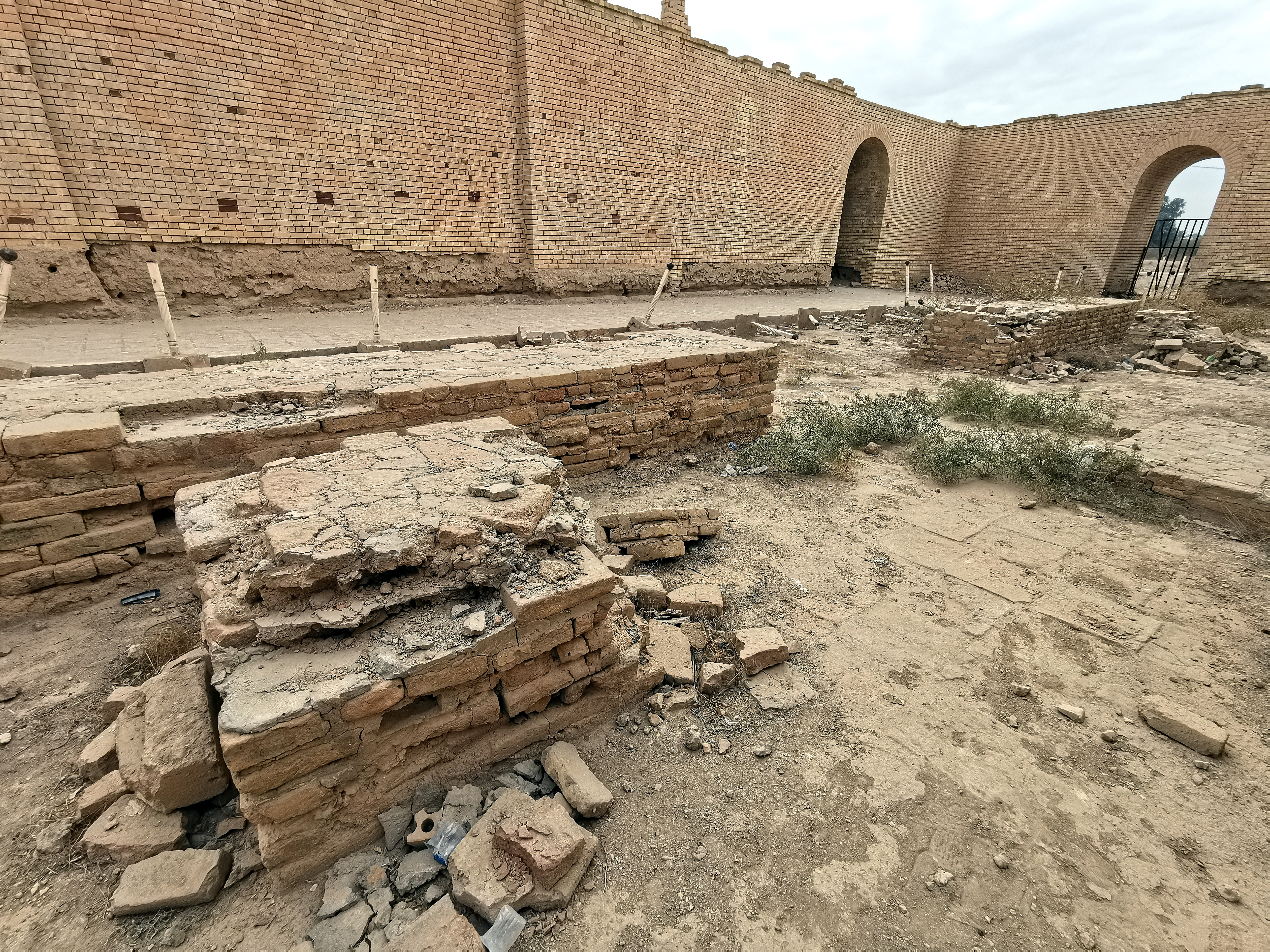
A részben feltárt templomegyüttes

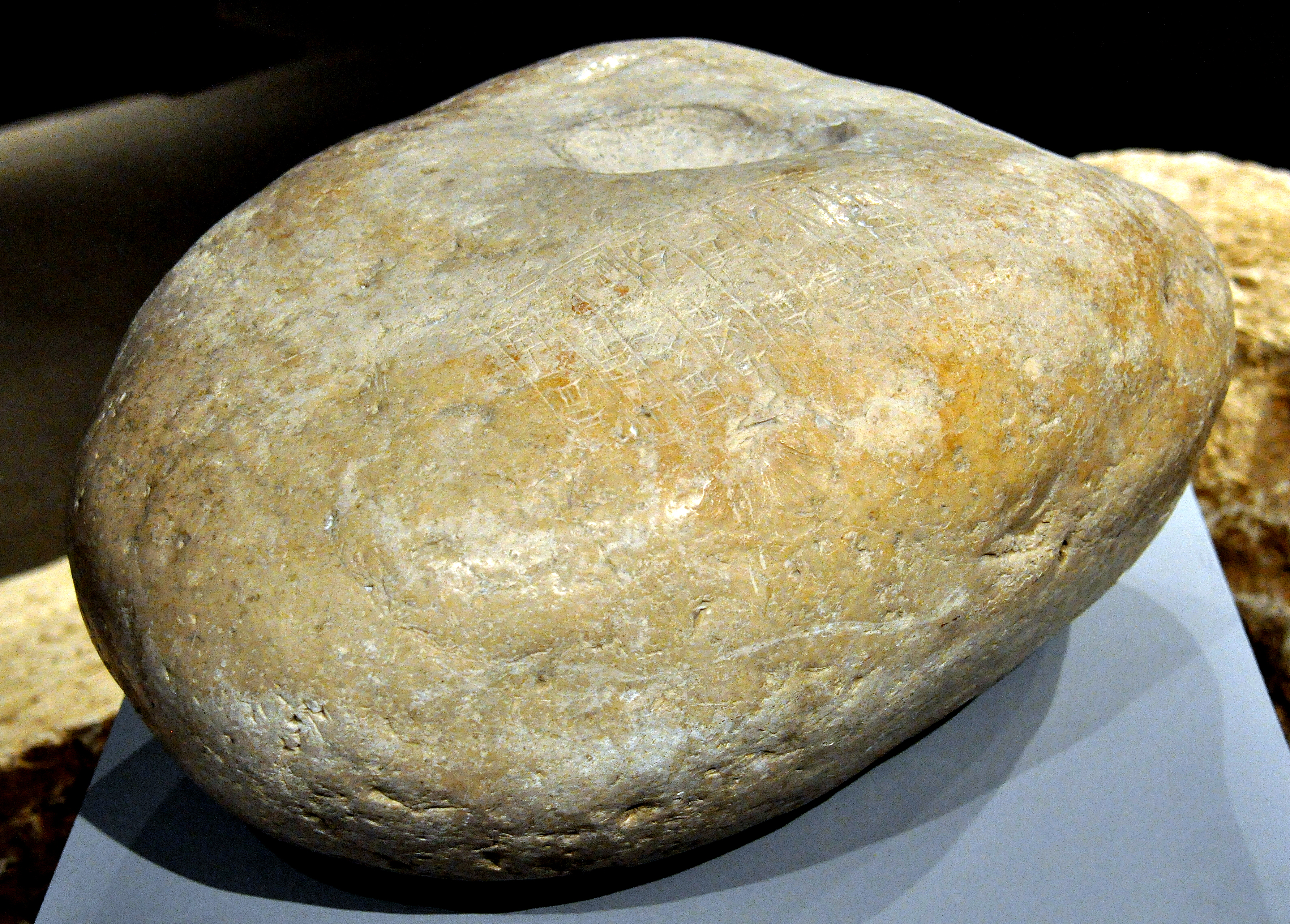
Ajtó sarokkő Akarkúfból, a Tell-al-Abjád lelőhelyről, rajta Kurigalzu király és palotájának neve („E-GAL-KI-SAR-RA”). Szulejmánijjai Múzeum, Szulejmánijja

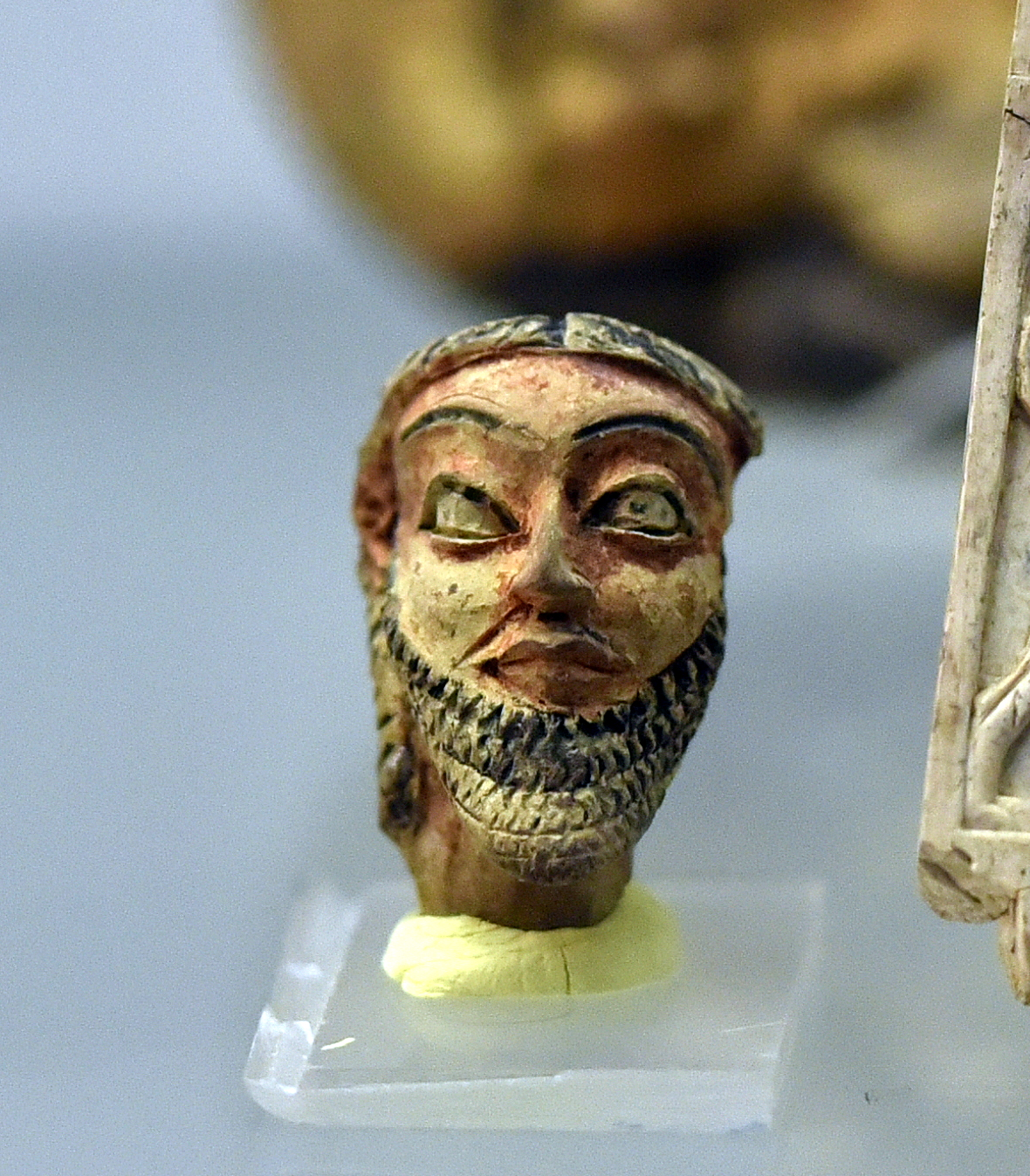
Férfi fejszobor Dúr-Kurigalzuból, I. Marduk-apla-iddína király uralkodásának idejéből, Irak Múzeum, Bagdad

A kassú időkben 225 hektárnyi területet égetett téglákból rakott kettős fal vette körül, melyet I. Kurigalzu király építtetett. Utódja, II. Kurigalzu i.e. 1330 körül átépítette. A falon belül állt a zikkurat, és az eddig feltárt három palota, kilenc templom és öt azonosított lakóház.

## Feltárása
A romváros felmérése során a régészek több jól elkülöníthető domborzati szektort határoztak meg és jelöltek ki. A nemzetközi régészeti irodalomban leggyakrabban az angol névformák használatosak. Az „A-domb” (Mound A) a zikkurattól 100 méterre délre emelkedik. További megnevezett kiemelkedések még a Tell Ahmar, Tell Abu-Sidzsár (Shijar), Tell al-Abjád (al-Abyad) és városi nép lakónegyede. 
1942–1945 között a romváros területén nagyszabású brit–iraki közös ásatásokat és feltárást végeztek, melynek egyik vezetője Taha Baqir (1912–1984) iraki asszirológus volt, a bagdadi Irak Múzeum akkori titkára (későbbi főigazgatója), az Iraki Állami Régészeti Hivatal (Directorate-General of Antiquities) megbízásából, másik vezetője Seton Lloyd (1902–1996) angol régész, egyetemi tanár, az 1932-ben alapított Iraki Brit Régészeti Iskola (British School of Archaeology in Iraq), a későbbi Brit Irak-Intézet (British Institute for the Study of Iraq) főmunkatársa. 
A munkák kiterjedtek a zikkurátra, három templomra és II. Kurigalzu király palotájára. Száznál több ékírásos táblát találtak a kassú (kasszita) korszakból, ezeket a bagdadi Irak Múzeum állományába vették.
Találtak egy ékírásos kudurrut, a kőbe vésett törvények oszlopát (azonosítója: IM 49991) Nazimaruttas kassú király uralkodásának ötödik évéből. 
Az ásatások során több, életnagyságnál nagyobb szobor töredékeit találták meg, ezeken az eddig ismert legnagyobb kassú-sumer feliratmennyiséget azonosították.

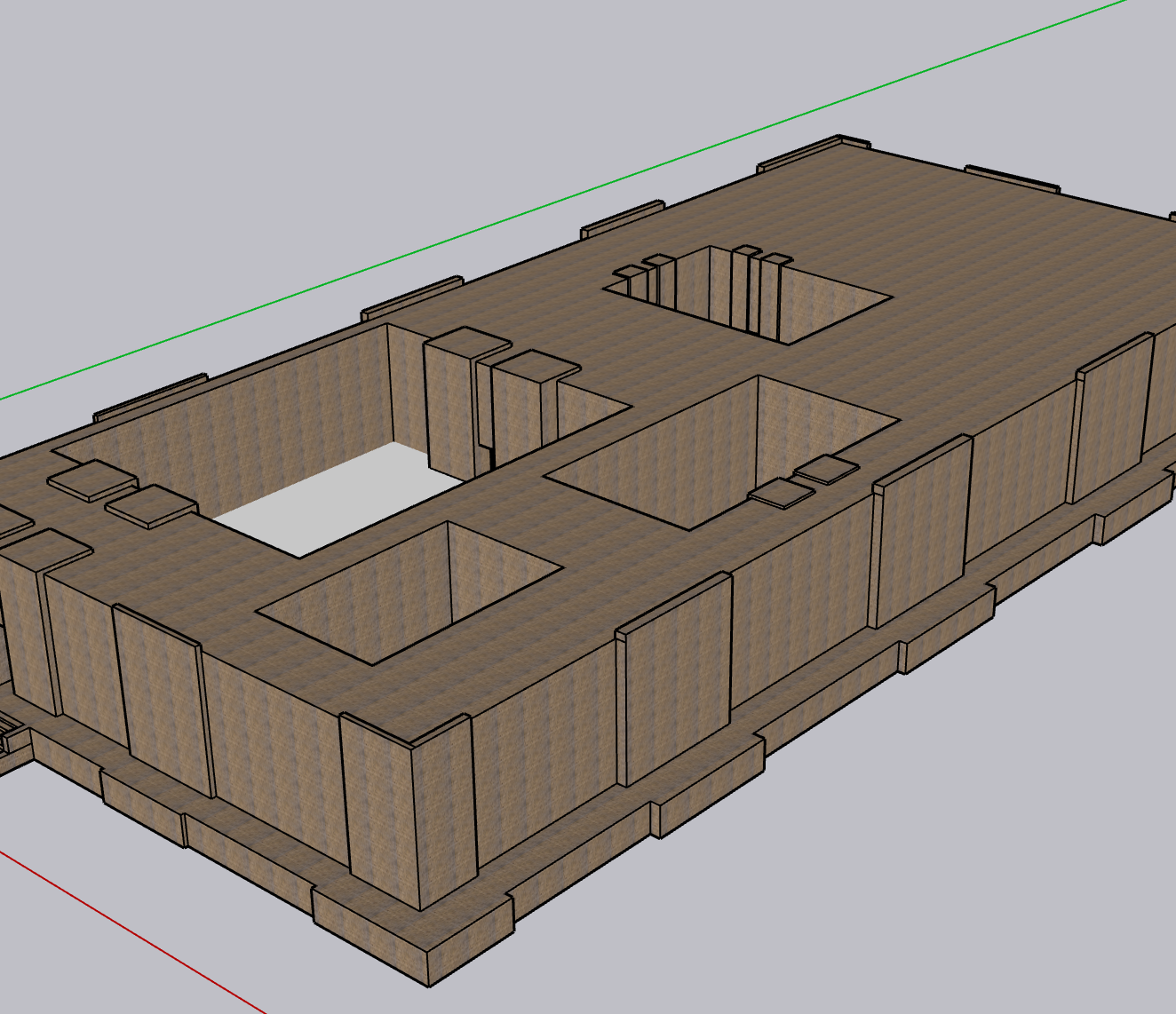
A dúr-kurigalzui palotanegyed maradványainak 3D rekonstrukciója

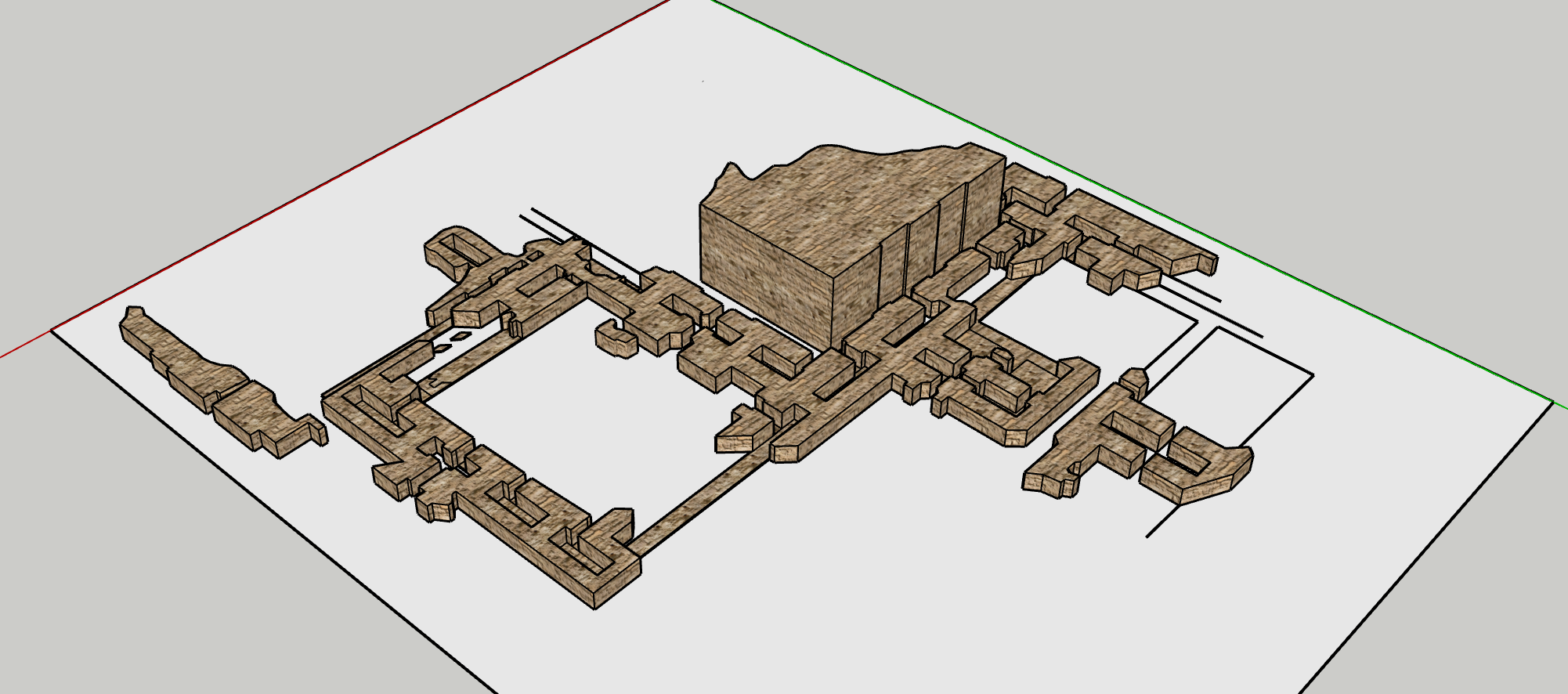
A templomegyüttes 3D rekonstrukciója

1968–1975 között az Iraki Állami Régészeti Hivatal, a kormány megbízásából folytatta az ásatásokat a zikkurat körül, a Szaddám Huszein alelnök, majd elnök által elhatározott restaurálási projekt keretében.

Ebben az időszakban az akarkúfi rommező központi dombját ásták meg, a zikkurat és a nagy Enlil-templom körül, valamint az ezektől kb. egy kilométerre délnyugatra fekvő Tell al-Abjád dombot, ahol egy nagy méretű palotát tártak fel. Itt ékírásos, égetett agyagtáblákat találtak, I. Marduk-apla-iddina király idejéből (uralk. i.e. 1171 – i.e. 1159). Az egyik templom restaurálásakor egy korsónyi ezüst dirhemet találtak a középkori muzulmán ilhánok idejéből.
1977–1980 között a templom környezetében végeztek ásatásokat Szúfi Anvar-Rásid és Amíre al-Khajját vezetésével. Kövezett utakat és téglafalakat tártak fel, a téglapecsétek szerint Enlil és Ninlil isteneknek szentelve. Kassú időkből származó temetkezési edényeket, feliratos köveket és két elefántcsontból készült női figurát találtak.

1992-ben, 1993-ban és 2001-ben iraki régészek a város Tell Abu-Sidzsár nevű részét tárták fel. Itt késő kassú kori és korai pártus–szászánida leletek kerültek elő. Gipszburkolatra felrakott falfestmények töredékeit (hasonlókat a Tell al-Abjádban találtakhoz), hengeres pecsétnyomót, és ékírásos agyagtáblákat. Ezek a táblák még feldolgozás, kiolvasás előtt eltűntek az iraki háború utáni káoszban. Annyit lehet tudni, hogy Nazimaruttas király idejéből datálódtak (uralk. i.e. 1307–1282 BC). Tell Abu-Sidzsár a zikkuráttól egy kilométerre nyugatra, Tell al-Abjádtól mintegy 500 méterre fekszik, és területének nagy részét már erodálta a modern mezőgazdaság és urbanizáció.
Az épületek 20. századi restaurálása során jelentős kárt tettek a leletek fölött fekvő eredeti épületszerkezetekben ugyanúgy, ahogy Babilon rekonstrukciója során is történt.
Az 1990-es évek közepén egy olasz régészcsoport elvégezte a zikkurat fotogrammetriai  felmérését.

## A Tell al-Abjád-i falfestmények
A kassú (kasszita) időszak legfontosabb leletei az uralkodói palota romjai között és a zikkurattól kb. egy kilométerre délnyugatra fekvő Tell al-Abjád területén kerültek elő. A palota mind a négy ásatási rétegében falfestmények maradványait találták, melyeken emberek ünnepi felvonulása, gyümölcsök ábrázolása és geometriai díszítőelemek ismerhetők fel. 
Az ünnepi felvonulások (processziók) jelenetei a kései kassú korszakból, I. Marduk-apla-iddina király idejéből valók. 
A falfestmények többsége a palota belső helyiségeiben található, ezek valószínűleg nyilvános  gyűléstermek vagy reprezentációs terek lehettek. Ezeket az egyik utolsó kassú király, IV. Kastilias idejére datálják (uralk. i.e. 1232 – i.e. 1225). A palota épülettömbjének nagy része még feltáratlan.

## Állapota a 2000-es években

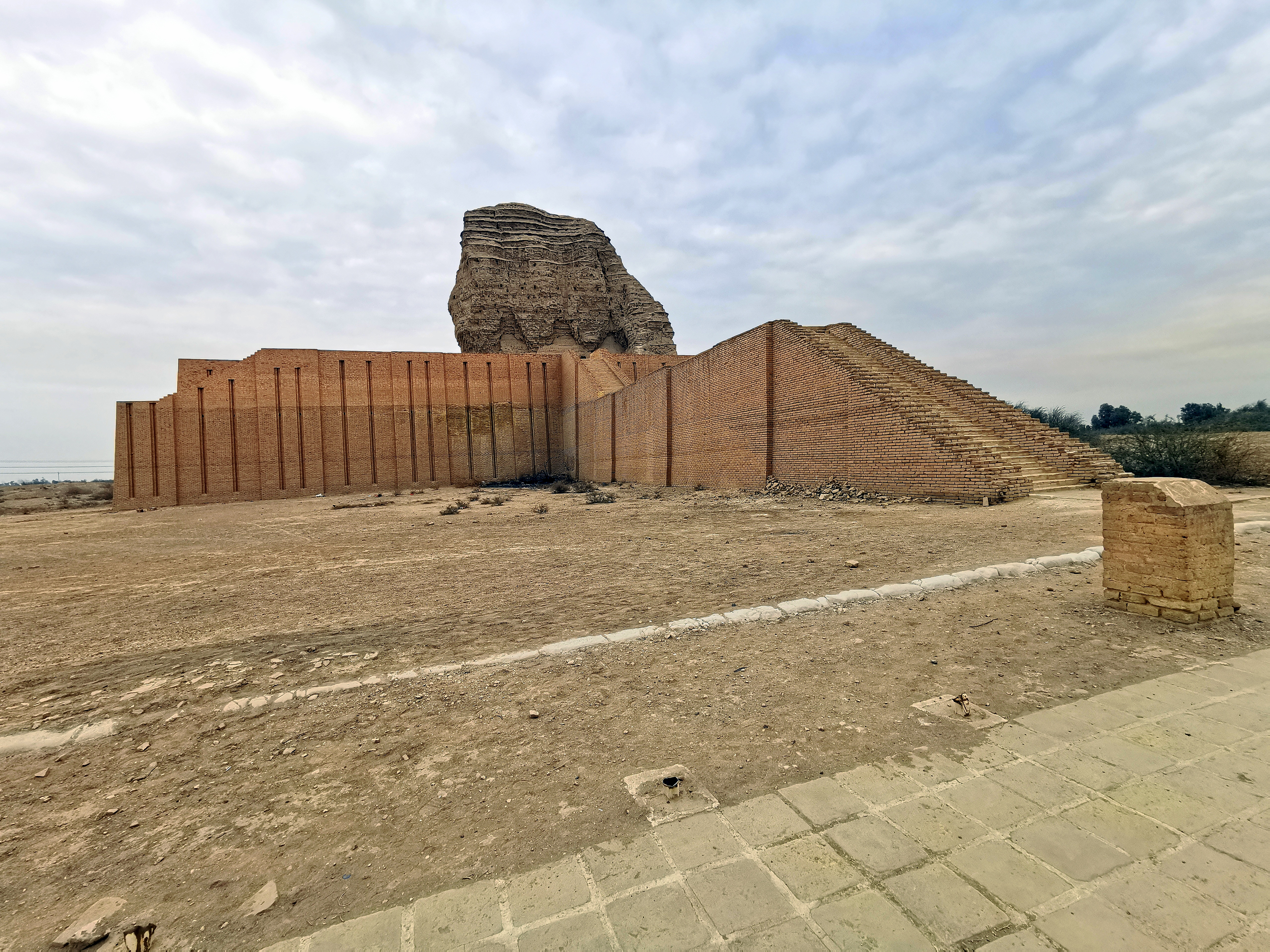
A zikkurat 2010-ben

A legutóbbi évszázadban az akarkúfi rommezőt komoly mértékben károsítja a környezetszennyezés és az előrehaladó urbanizáció. A zikkurat erózióját és az épületromok állagromlását természeti tényezők, savas esők és emelkedő talajvíz erősíti. A zikkurat (főleg annak délnyugati oldala) leomolhat, ha nem tesznek megelőző állagmegóvási intézkedéseket. Bagdad elővárosai és ipari negyedei egyre közelebb nyomulnak a romokhoz. Az aktív mezőgazdasági termelés alá vont területek is a rommező széléig érnek. Az 1980-as években újabb lakónegyedeket kezdek építeni, közvetlenül az ókori városfalak szomszédságában. Az irak–iráni háború idején az iraki hadsereg erődítési munkákat végzett a közelben, árkok kiásásával rombolták a lelőhelyet.
Az iraki háborút, az amerikai csapatok bevonulását és Szaddám Huszein megdöntését követő káoszban a személyzet elmenekült, a lelőhely súlyos károkat szenvedett, a múzeumot kifosztották. A múzeum és a látogatóközpont épületei megsemmisültek. 2008 folyamán az amerikai katonai hatóság és a helyi önkormányzat közösen kidolgozott egy újjáépítési tervet, de a bagdadi Történelmi és Régészeti Minisztérium támogatása elmaradt, a projekt elakadt.

## Fordítás
- Ez a szakasz részben vagy egészben a Dur-Kurigalzu című angol Wikipédia-szócikk ezen változatának fordításán alapul.  Az eredeti cikk szerkesztőit annak laptörténete sorolja fel. Ez a jelzés csupán a megfogalmazás eredetét és a szerzői jogokat jelzi, nem szolgál a cikkben szereplő információk forrásmegjelöléseként.